# Nikołaj Lisicyn
Nikołaj Wasiljewicz Lisicyn (ros. Николай Васильевич Лисицын, ur. 1891 we wsi Dobrino w guberni moskiewskiej, zm. 22 sierpnia 1938) – radziecki polityk, działacz partyjny.
Od 1910 członek SDPRR, bolszewik, członek Prezydium Komitetu Wykonawczego Moskiewskiej Rady Gubernialnej, od kwietnia 1919 do 1920 kierownik Wydziału Informacyjno-Statystycznego KC RKP(b), 1920-1921 kierownik Wydziału Informacji KC RKP(b). W 1922 kierownik Wydziału Organizacyjno-Instruktorskiego KC RKP(b), od 25 kwietnia 1923 do 26 czerwca 1930 członek Centralnej Komisji Kontrolnej RKP(b)/WKP(b), od 2 czerwca 1924 do 26 czerwca 1930 członek Prezydium tej komisji, 1927-1929 zastępca ludowego komisarza inspekcji robotniczo-chłopskiej RFSRR. W 1929 zastępca przewodniczącego Rady Związków Spółdzielni Rolniczych, od 1930 do maja 1934 zastępca ludowego komisarza, a od 17 maja 1934 do grudnia 1937 ludowy komisarz rolnictwa RFSRR.
27 lutego 1938 aresztowany, 22 sierpnia 1938 skazany na śmierć przez Wojskowe Kolegium Sądu Najwyższego ZSRR "za przynależność do kontrrewolucyjnej organizacji terrorystycznej" i rozstrzelany. 26 stycznia 1957 pośmiertnie zrehabilitowany.